# Allium phalereum
Allium phalereum là một loài thực vật có hoa trong họ Amaryllidaceae. Loài này được Heldr. & Sart. mô tả khoa học đầu tiên năm 1876.